# Peloponnesischer Bund
Peloponnesischer Bund ist die moderne Bezeichnung für das Bündnissystem (Symmachie) Spartas, das im  antiken Griechenland Mitte des 6. Jahrhunderts v. Chr. etabliert wurde und bis in die 60er Jahre des 4. Jahrhunderts v. Chr. Bestand hatte. Die historische Bezeichnung lautete „Die Lakedaimonier und ihre Mitkämpfer“ (altgriechisch οἱ Λακεδαιμόνιοι καὶ οἱ σύμμαχοι hoi Lakedaimónioi kai hoi sýmmachoi). Das Bündnis umfasste mehrere griechische Poleis auf der Peloponnes und darüber hinaus, zeitweise auch Staaten aus anderen Regionen, darunter aus Boiotien, und in der Folge des Peloponnesischen Krieges sogar Athen.
Der frühe Peloponnesische Bund des 6. Jahrhunderts v. Chr. hatte mit der Symmachie, wie man sie aus den Schriften Thukydides’ und Xenophons kennt, wenig gemein, sondern bestand nur aus Defensivbündnissen. Die Einzelverträge aus der Frühzeit des Bundes galten primär der Abwehr der Gefahren, die für Sparta von den permanent zur Rebellion neigenden messenischen Heloten ausgingen. In der Zeit vor den Perserkriegen wurden auswärtige Feldzüge von den Spartanern noch allein geführt.
Die Lakedaimonier und ihre Mitkämpfer blieben auch mit den später errichteten Bundesstrukturen viel lockerer zusammengebunden als etwa der Attische Seebund. Die Gestalt der „Verfassung“ des Bundes ist umstritten. Jedes Mitglied behielt seine Autonomie. Sparta griff nach allgemeiner Ansicht weniger als Athen in die inneren Angelegenheiten seiner Verbündeten ein. Mitunter kam es dennoch zu Interventionen. Es war den Bundesmitgliedern erlaubt, unter sich engere regionale Bündnisse zu schließen. Sparta war zu aller Zeit die Führungsmacht des Bundes. Die anderen Bündnispartner verpflichteten sich, dieselben Freunde und Feinde zu haben, Sparta Heerfolge zu leisten und nicht eigenmächtig Krieg zu führen oder Frieden zu schließen. Mehrheitsbeschlüssen hatten sich im Prinzip auch die Spartaner zu fügen, aber oft ging der Abstimmung in der Bundesversammlung eine innerspartanische voraus, der die Verbündeten dann folgten. Aufgrund der Abhängigkeit der kleinen Staaten von Sparta konnten diese politisch beeinflusst werden und damit Mittelmächte wie Korinth, Tegea oder Mantineia überstimmt werden. Allein konnte Sparta nur dann über die Truppen der Verbündeten verfügen, wenn ein Angriff von außen oder ein Umsturz abzuwehren war – immer wieder verweigerten Staaten in solchen Fällen die Teilnahme.
Nach dem Peloponnesischen Krieg (431–404 v. Chr.) zeigte Sparta zunehmend imperialistische Tendenzen im Umgang mit seinen Verbündeten, was zum Niedergang des Bundes beigetragen haben soll. Mit der Niederlage gegen die Boioter in der Schlacht bei Leuktra im Jahr 371 v. Chr. verlor Sparta seine führende Stellung in der griechischen Welt. Zugleich verlor der Bund seine Daseinsberechtigung durch den Wegfall der Helotengefahr infolge der Gründung eines freien messenischen Staates. Der Peloponnesische Bund löste sich 365 v. Chr. auf, als sich einige Mitgliedsstaaten (u. a. Korinth) mit den Boiotern verbündeten.